# Roland Eugen Beiküfner
Roland Eugen Beiküfner (* 1. Januar 1959 in Bagdad) ist ein deutscher Schauspieler, Künstler und ehemaliger Rallyefahrer.

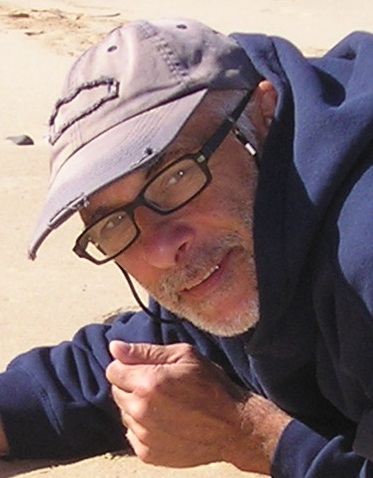

## Biographie
Beiküfner wurde als Sohn des Montageinspektors Johann Beiküfner und dessen Frau Christemarie geboren. Der Vater, der einer Maschinen- und Werkzeugmacherfamilie aus Röthenbach entstammte, war 1958 von Röthenbach an der Pegnitz von seinem Arbeitgeber MAN nach Bagdad in den Irak entsandt worden. Im August 1961 siedelte die Familie nach Djakarta in Indonesien um, wo sie bis 1965 wohnte. Zur Einschulung kehrte die Familie 1965 nach Deutschland zurück und lebte in Nürnberg. Nach einer Lehre als Werkzeugmacher schloss Beiküfner eine dreijährige Ausbildung als Schauspieler in München ab.
Sein Theaterdebüt hatte Beiküfner 1988 als Offizier in Der Menschenfeind von Molière unter der Regie von Achim Kasch. Sein Fernsehdebüt gab er 1995 in der Serie Kriminaltango (Folge 12) in einer Szene mit Martina Gedeck unter der Regie von Holger Barthel. Sein Kinodebüt erfolgte 2001 in Leo und Claire unter der Regie von Joseph Vilsmaier in einer Szene mit Michael Degen.
Am 1. September 2008 gründete er zusammen mit der Regisseurin Friederike Pöhlmann-Grießinger, die bis dahin am Stadttheater Fürth tätig war, die Theatergruppe „Kunst und Drama“. Ab 2008 tourte Roland Eugen Beiküfner mit dem zweiaktigen Solostück Der Hut von Joseph Beuys von Friederike Pöhlmann-Grießinger durch den deutschen Sprachraum. 2009 wurde seine musikalische Lesereihe Sinnliches und Erotisches aus der Weltliteratur, ebenfalls unter der Regie von Friederike Pöhlmann–Grießinger, im schweizerischen Davos erstmals aufgeführt.
Seit 1975 fertigt Roland Eugen Beiküfner Collagen, Zeichnungen und Objekte. Eine Auswahl an Collagen zeigte er 1984 erstmals der Öffentlichkeit. Auf Anregung des Kulturladens Zeltnerschloss der Stadt Nürnberg und mit finanzieller Unterstützung eines Autohauses wurde im Jahr 2002 eine Retrospektive realisiert. Im Januar 2025 kreierte er für sein Konvolut von über 300 Zeichnungen den Begriff "Moment-Arts" und zeigte eine Vorauswahl für den Themenkunstverein in Feucht. Am 24. Februar 2013 zeigte das Filmhaus im Künstlerhaus Nürnberg unter der Leitung von Christiane Schleindl, der Vorsitzenden des Bundesverbandes kommunale Filmarbeit, eine Werkschau Roland Eugen Beiküfners mit zehn Kurzfilmen aus den Jahren 1993 bis 2013 im Rahmen einer Matinee. Seit 2015 ist Roland Eugen Beiküfner Mitglied der Schlaraffia Norimberga. Am 3. Oktober 2019 wurde Roland Eugen Beiküfner, im Rahmen der Gala-Premiere der Webserie FAUST-AGENTENLEBEN, im Nürnberger Kino Cinecitta Deluxe von der Vorstandschaft des Vereines WIR SIND FILM e. V., vertreten durch Christian Kern, die Ehrenmitgliedschaft mittels einer Urkunde offiziell verliehen. Seite dem 8. November 2019 ist Roland Eugen Beiküfner Gründungsmitglied und Beirat im Forum Eschelbach, ein Verein zur Förderung, Pflege und Verbreitung des Werkes des Schriftstellers Hans Eschelbach. Im Oktober 2021 veröffentlichte der Pegnesische Blumenorden in seiner jährlichen Literaturzeitschrift „Blattwerk“, Ausgabe 4, die Gedichte „Erzähl den Vögeln“, „Intro Lunatiax“ und „Schöner Tag“ von Roland Eugen Beiküfner.

## Filmografie (Auswahl)
- 1993: Glaskant
- 1995: Der König
- 1996: Marienhof
- 1996: Verbotene Liebe
- 1996: Aus heiterem Himmel
- 1996: Lindenstraße
- 1995: Kurklinik Rosenau
- 1997: Die Wache
- 1998: Unter uns
- 2001: Das Tal der Schatten
- 2001: Die Anrheiner
- 2001: Leo und Claire
- 2001: Alarm für Cobra 11
- 2002: Streit um drei
- 2002: Sex Sells
- 2004: Move! Where you are going?
- 2005: 3° kälter
- 2007: Kein Schöner Land
- 2007: 6000 Punkte für den Himmel
- 2008: Freiwild. Ein Würzburg-Krimi (Fernsehreihe)
- 2008: Der Spion
- 2009: Oleg – Life of a Weightlifter
- 2011: In der Welt habt ihr Angst
- 2011: Das Leben ist ein Bauernhof
- 2011: Starfleet academy
- 2012: Bamberger Reiter. Ein Frankenkrimi
- 2012: Herzflimmern – Die Klinik am See
- 2012: Stillstand
- 2012: Lebkuchenliebe
- 2015: Mein dunkles Geheimnis
- 2015: Ein fränkisches Tier
- 2015: Faust – Im Schatten der Nation
- 2016: Dornheim
- 2017: Eine Sekunde der Welt
- 2017: Der leere Stuhl
- 2019: Faust – Agentenleben
- 2020: Aktenzeichen XY ... ungelöst – Cold Cases
- 2021: Roland Eugen´s Eröffnungsshow
- 2021: Dahoam is Dahoam, Folge 2691
- 2021: 9 Bierfilzlä – Die Geschichte einer Wegbeschreibung
- 2022: Faust – Charaktertest
- 2023: Achtung Verbrechen!

## Theaterrollen (Auswahl)
- 1988: „Der Menschenfeind“ von Molière, Rolle: Offizier, Regie: Achim Kasch
- 1988: „Die Bakchen“ von Euripides, Rolle: Teiresias, Regie: Günther Peiritsch
- 1989: „Die Zeit und das Zimmer“ von Botho Strauß, Rolle: Frank Arnold, Regie: Achim Kasch
- 1990: „Protest“ von Václav Havel, Rolle: Vanék, Regie: Wolf-Burkhard Heinz
- 1991: „Die Zoogeschichte“ von Edward Albee, Rolle: Jerry, Regie: Wolf-Burkhard Heinz
- 1991: „Tollwut“ von Werner Brenner, Rolle: Clown 1, Regie: Werner Brenner
- 1992: „Meierling mal Zwei“ von Karl-Heinz Hamm, Rolle: Spiegeling, Regie: Werner Brenner
- 1992: „Tavli“ von Dimitris Kechaidis, Rolle: Fondas, Regie: Markus Nondorf
- 1992: „Die Subvention“ von Herbert Rosendorfer, Rolle: Turri, Regie: Markus Nondorf
- 1992: „Pigiami“ von Nino dÍntrona und Giacomo Ravicchio, Rolle: Nino, Regie: Werner Brenner
- 1993: „Die Suche nach Tucumán“ von Fritz Lechner, Rolle: Der Fremde, Regie: Anne Meyer
- 1993: „Heartbreak Hotel“ von Oliver Karbus, Rolle: Er, Regie: Anne Meyer
- 1994: „Robinson & Crusoe“ von Nino dÍntrona und Giacomo Ravicchio, Rolle: Der fremde Pilot, Regie: Werner Brenner
- 1998: „Die Wahrheit der Nacht“ von Thomas Bauer, Rolle: Minister Stollberg, Regie: Thomas Bauer
- 1999: „Die Weise von Liebe und Tod“ von Werner Hofmann, Rolle: Der Verweigerer, Regie: Werner Hoffmann
- 1999: „Die Heimkehr des Veit Stoss“ von Werner Hofmann: Lindner, Regie: Werner Hoffmann
- 1999: „Die Magd als Herrin“, Rolle: Der Schauspieler, Regie: Werner Hoffmann
- 1999: „Beckmesser klagt an“ von Werner Hofmann, Rolle: Schöffe, Regie: Werner Hoffmann
- 2000: „Die Geschichte des Judas“ von Werner Hofmann, Rolle: Gefangener, Regie: Werner Hoffmann
- 2001: „Tartuffe“ von Molière, Rolle: Cleante, Regie: Markus Nondorf
- 2001: „Torquato Tasso“ von Johann Wolfgang von Goethe, Rolle: Antonio Montecatino, Regie: Markus Nondorf
- 2003: „Ach Du grünes Schwein“ von Levent Özdil, Rolle: Bauer Oswald, Regie: Oleg Borissov
- 2003: „Kunst“ von Yasmina Reza, Rolle: Yvan, Regie: Markus Nondorf
- 2004: „Ein Sommernachtstraum“ von Shakespeare, Rolle: Demetrius, Regie: Ute Weiherer
- 2004: „Heute weder Hamlet“ von Rainer Lewandowski, Rolle: Ingo Sassmann, Regie: Ute Weiherer
- 2005: „Kuß der Spinnenfrau“ von Manuel Puig, Rolle: Gefängnisdirektor, Regie: Ute Weiherer
- 2005: „Diener zweier Herren“ von Carlo Goldoni, Rolle: Pandolfo, Regie: Ute Weiherer
- 2006: „Cyrano de Bergerac“ von Edmond Rostand, Rolle: Graf Guiche, Regie: Katharina Tank
- 2007: „Maria Stuart“ von Friedrich Schiller, Rolle: Paulet/Davison (Doppelrolle), Regie: Markus Nondorf
- 2008: „Viel Lärm um Nichts“ von Shakespeare Rolle: Leonato; Regie: Markus Nondorf
- 2008: „Der Hut von Joseph Beuys“ von Friederike Pöhlmann-Grießinger, Regie: Friederike Pöhlmann-Grießinger
- 2011: „Kleine Gefängnisse Große Fluchten“ von Friederike Pöhlmann-Grießinger, Rolle: Richard/Frank; Regie: Friederike Pöhlmann-Grießinger
- 2012: „Protest“ von Václav Havel, Rolle: Jan Stanék; Regie: Friederike Pöhlmann-Grießinger
- 2013: „Texte und Töne“ von Roland Eugen Beiküfner, Rolle: Dichter, Musik: James Michel, Regie: Friederike Pöhlmann-Grießinger
- 2013: „Vaněk-Trilogie“ von Václav Havel, Rolle: Jan Stanék; Regie: Friederike Pöhlmann-Grießinger
- 2014: „Miles oder die Pendeluhr aus Montreux“ von Henning Mankell, Rolle: Steinar; Regie: Friederike Pöhlmann-Grießinger
- 2015: „Shackleton: Banjo oder Bibel? 636 Tage im Eis“ von Friederike Pöhlmann-Grießinger und Roland Eugen Beiküfner, Rolle: Ernest Shackleton und Frank Wild; Regie: Friederike Pöhlmann-Grießinger und Roland Eugen Beiküfner
- 2016: „William Becher – Leben und Werk in Lindau“, Musiktheater; Rolle: William Becher; Regie: Friederike Pöhlmann-Grießinger, Lindau
- 2017: „Gisela Elsner – Blickwinkel 2017“, Musiktheater; Rolle: Ludwig Gernhart; Regie: Friederike Pöhlmann-Grießinger und Roland Eugen Beiküfner, Nürnberg
- 2018: „Paula Ludwig – Freundschaften und Wege“; Rolle: Karl Gustav; Regie: Friederike Pöhlmann-Grießinger und Roland Eugen Beiküfner, Nürnberg
- 2018: „Hans Eschelbach – Worte und Werte. Tue deinen Mund auf für die Unmündigen!“; Rolle: Simon Landfried; Regie: Friederike Pöhlmann-Grießinger und Roland Eugen Beiküfner, Fraxern (A)
- 2019: „Wasser“ von Kateřina Černá; Rolle: Mensch 1; Regie: Friederike Pöhlmann-Grießinger, Nürnberg
- 2022: „Geschichten aus dem Fränkischen“ von Roland Eugen Beiküfner; Rolle: Steffen Holzer; Regie: Friederike Pöhlmann-Grießinger, Nürnberg, Musik James Michel

## Audioaufnahmen
- 2017: Abgestürzt! (Pfusch – Die Hörspielreihe) von Gerald Arp und Egbert Friedl; Rolle: Herr Polzner, Regie: Gerald Arp
- 2021: Linda will einen Garten von Friederike Pöhlmann-Grießinger und Roland Eugen Beiküfner; Rolle: Richard
- 2021: Lass möglichst andere arbeiten – LMA² von Friederike Pöhlmann-Grießinger und Roland Eugen Beiküfner; Rolle: Frank Wolf

## Streckensprecher
- 2006: Feuerstein Classic, Bergprüfung für Historische Automobile, Ebermannstadt
- 2008: ADAC Feuerstein Classic, Bergprüfung für Historische Automobile, Ebermannstadt
- 2010: ADAC Feuerstein Classic, Bergprüfung für Historische Automobile, Ebermannstadt

## Vorträge
- 2023: Transsahara 1985-1988-1990
- 2024: 50 Jahre UDT-World-Cup-Rally  London-Sahara-Munich 1974 ()
- 2024: 50 Jahre THE STRANGLERS "Aurale Skulpturen" mit Lawrence Davies, Ralf Gebhard, James Michel und Markus Unger

## Werke
Drehbücher
- 1999 Eggsit – der Osterfilm
- 2001 Die Würde von Sarah
- 2015 Neun Bierfilzlä oder die Wegbeschreibung
- 2016 Kill die Lügner
- 2019 Der Pfad
- 2020 Die Erlebnisse der Zeitungsfrau Maria Drechsler
- 2021 Drei in einem Lebkuchen

Theaterstücke
- 2015 Shackleton: Banjo oder Bibel? 636 Tage im Eis (zusammen mit Friederike Pöhlmann-Grießinger)
- 2016 William Becher – Leben und Werk in Lindau (zusammen mit Friederike Pöhlmann-Grießinger)
- 2017 Gisela Elsner – Blickwinkel 2017/2018 (zusammen mit Friederike Pöhlmann-Grießinger)
- 2018 Paula Ludwig – Freundschaften und Wege (zusammen mit Friederike Pöhlmann-Grießinger)
- 2018 Hans Eschelbach – Worte und Werte (zusammen mit Friederike Pöhlmann-Grießinger)
- 2022 Geschichten aus dem Fränkischen

Songtexte
- 2001 Cabaret Dekadance (16 Liedtexte für das Projekt „Lunatiax“, herausgegeben am 15. Januar 2001)

## Ausstellungen
- 1984: Collagen von Roland Rocco, Champagnertreff Nürnberg
- 1984: Collagen und Objekte, Offenes Atelier Erlangen
- 2002: Retrospektive 1975–2000, Zeltnerschloß Nürnberg
- 2003: Kleine Notizen der Dekadenz, Galerie Kofferfabrik Fürth
- 2005: Blitze der Leidenschaft, Zeltnerschloss Nürnberg
- 2006: Skizzen der Leidenschaft, IFD Nürnberg
- 2008: Spuren der Leidenschaft, Imbissfilm Nürnberg
- 2011: Schweigen und Wandern Zyklus 1, Rathaus Nürnberg
- 2017: Treibgut, Galerie Bernstein, Feucht
- 2018: Treibgut 2, Kulturladen Ziegelstein, Nürnberg
- 2019: Wellen und Gedanken, Galerie KunstimSinn, Nürnberg
- 2020: Die Welt im Kleinen, Galerie Al Dente, Schwarzenbruck
- 2021: Grenzprogramme und Feinzeit, DermAllegra, Pommelsbrunn-Hohenstadt
- 2022: Grenzprogramme und Feinzeit, Galerie Lukasch, Nürnberg
- 2022: Grenzprogramme und Feinzeit, KunstRaumFreiland, Nürnberg
- 2022: Grenzprogramme und Feinzeit, Themenkunstverein, Feucht
- 2023: Grenzprogramme und Feinzeit, Fensterblick, Feucht
- 2023: Transsahara, Kunstraum Freiland, Nürnberg
- 2024: Der schnelle Stift, Kunstraum Freiland, Nürnberg
- 2024: Moment-Kunst, Ausschnitt: "Der schnelle Miro", Fensterblick, Feucht

## Motorsport

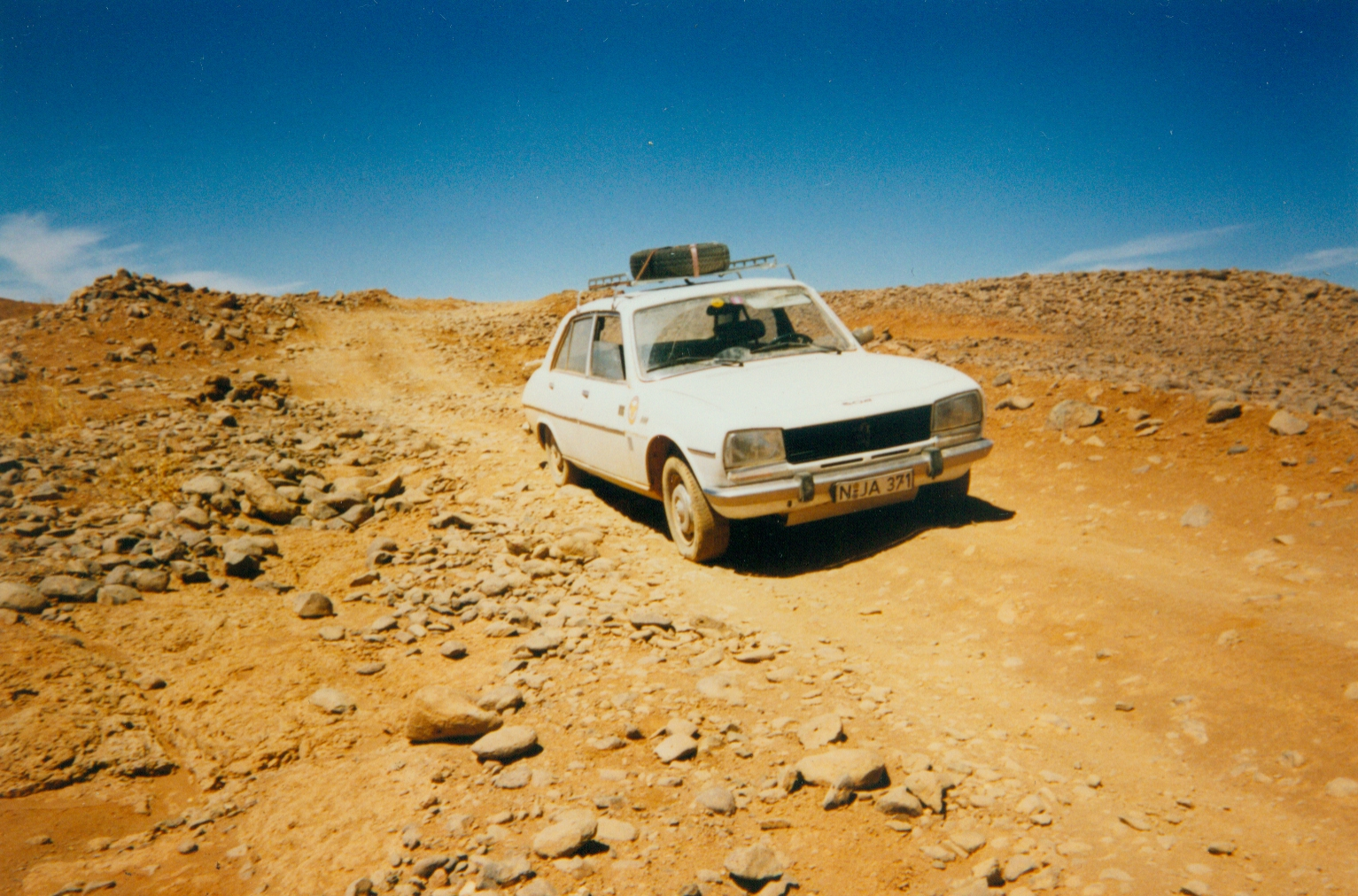

Roland Beiküfner begann seine Motorsportkarriere im Alter von 12 Jahren auf einem Kart auf dem
Circuito di Pomposa in Via Orto Alfierino, 20, 44022 San Giuseppe FE, Italien am 12. August 1971.
Am 8. April 1973 begann er als vierzehnjähriger als Beifahrer an Orientierungsfahrten teilzunehmen, der Nachtorientierungfahrt des Automobilclub Hersbruck e. V. Als Fahrer begann er 1977 auf einem VW Käfer 1300 und startete bereits 1978 bei einem Lauf zur deutschen Rallyemeisterschaft, der 6. ADAC Metz-Rallye in Stein, vom 5. bis 7. Mai 1978. Er fuhr Fahrzeuge der Marken Ford (Escort Mark I), Opel (Kadett D und Ascona B), Toyota (Corolla 1,3l) und Volkswagen (Käfer 1300, Käfer 1600 und Scirocco 1,6l) bei Orientierungfahrten, Slaloms und Rallyes. Am 21. Dezember 2000 gründete er zusammen mit seinem Bruder Horst Georg Beiküfner das Toyota-Team-Noris. Von 2001 bis 2009 wurden mit dem einzigen 1300er-Rallye-Toyota Corolla Deutschlands, 35 nationale Rallyes ohne einen einzigen technischen Ausfall bestritten. Mehrmals wurde der einzigartige Toyota Corolla EE90 von Rallye-Veranstaltern als Vorausfahrzeug angefordert. Als Copiloten für das Toyota-Team-Noris fungierten Horst Georg Beiküfner, Sabine Tischner, Kerstin Brunner, Anja Elisabeth Beiküfner, Michael Hut, Markus Barthalomäus und Friederike Pöhlmann-Grießinger. Nach der 7. Babonen-Rallye-Classic am 19. Juli 2009 in Abensberg mit der Theaterregisseurin Friederike Pöhlmann-Grießinger als Copilotin wurde der Toyota Corolla EE90 von aktiven Einsätzen zurückgezogen. Er befindet sich seither im Privatbesitz der Sammler Jutta und Bernhard Neuner. Roland Beiküfner wurde 2007 beim Motorsportclub Lauf e. V. im ADAC zum 1. Sportleiter gewählt. Diese Position hielt er bis zum Februar 2018 inne. Am 19. Dezember 2009 wurde Roland Eugen Beiküfner für seine Verdienste um den Motorsport des ADAC die Ewald-Kroth-Medaille in Bronze verliehen. Roland Beiküfner fungierte von da an als Beifahrer bei historischen Automobilrallyes und Nachtorientierungsfahrten und beendete seine Motorsportkarriere am 11. Juli 2015 bei der 10. Quattro-Legende auf der Postalm bei St. Gilgen am Wolfgangsee als Copilot von Hans-Peter Wassner auf einem Audi 200 Quattro des Team Huth. Roland Beiküfner war Mitglied bei den ADAC-Clubs MSC Röthenbach (1973–1977), MSC Rednitzgrund (1978–1979) und MC Lauf (2005–2017). Seit 2024 ist Roland Eugen Beiküfner Mitglied im Verein Lenzerheide Motor Classics. 2009 war er Mitglied im Renault-Sewastopol-Team und startete bei der Nachtorientierungsfahrt des MSC Helmbrechts als Beifahrer in einem Renault Kangoo 4×4. Bis zum Jahre 2014 war Roland Beiküfner Inhaber einer International Competitor’s / Drivers Licence Grade C der FIA mit der Nummer IC1075631. Von 2010 bis 2018 eine Lizenz als Sportwart der Streckensicherung (Track Marshal) mit der Nummer SPA-S10775631. In den Jahren 1985 (VW-Bus T2 1,6l), 1988 (Peugeot 504) und 1990 (Peugeot 504 GL) durchquerte er dreimal autark die Sahara durch Tunesien und Algerien und fuhr dabei Streckenabschnitte der UDT-World-Cup-Rally London-Sahara-Munich von 1974 immer wieder ab.

## Rezeption
- Claudia Schuller: Fett, Filz und Kunst. Ein Theaterstück beleuchtet den Mythos Joseph Beuys. In: Fürther Nachrichten. 8. Dezember 2008. (Online auf: nordbayern.de)
- mab: Roland-Eugen-Festspiele. Lesung, Kurzfilme und BeuysSolo zum 50. Geburtstag. In: Fürther Nachrichten vom 9. Dezember 2009 – FN
- Katja Hartosch: Lieber zu spät als gar nicht. Roland Eugens Geburtstagsrevue in der Kofferfabrik. In: Fürther Nachrichten vom 14. Dezember 2009 – FN
- sbo: Ein Mann und sein Hut. Stück über Joseph Beuys beeindruckte im Kunststadel. In: Neumarkter Nachrichten. 23. Mai 2011. (Online auf: nordbayern.de)
- Kunst und Drama: Havels „Protest“ im Bernstein. Satirische Komödie des Dramatikers und tschechischen Staatspräsidenten. In: Der Bote vom 3. Dezember 2012 – (Online auf nordbayern.de)
- Bericht Tölzer Land online (online auf: toelzer-land.bayern-online.de)
- Oberbayerisches Volksblatt Rosenheim Kritik vom 8. April 2014 (online auf: ovb-online.de)
- Wenn Wut zu Musik wird. Bericht in Fürther Nachrichten von Peter Romir